# Petrkovský potok
Petrkovský potok je menší vodní tok v Hornosázavské pahorkatině, levostranný přítok Žabince v okrese Havlíčkův Brod v Kraji Vysočina. Délka toku měří 3 km, plocha povodí činí 5,48 km².

## Průběh toku
Potok pramení severně od centra Lípy v nadmořské výšce 495 metrů a teče podél železniční trati spojující Havlíčkův Brod s Humpolcem. Potok teče zprvu severním, posléze severovýchodním směrem. U Petrkova, části Lípy, potok zleva přijímá bezejmenný potok, v průběhu toku potok napájí dva rybníky: Hlibůček a bezejmenný. U pomníku rumunským vojákům severně od Petrkova se Petrkovský potok zleva vlévá do Žabince v nadmořské výšce 426 metrů.